# 磯原杏華
磯原杏華（日语：磯原杏華，1996年8月8日—）是日本女藝人，所屬事務所BOX CORPORATION。女性偶像團體SKE48 Team E的前成員。出身自愛知縣。

## 經歷
2009年
- 3月29日，通過SKE48第2期生甄選會合格。
- 加入SKE48之後的一年間，未曾有機會參加過劇場公演。[1]

2010年
- 12月6日，從研究生升格為新成立的Team E的正式成員。

2011年
- 1月16日，在Team E的1st Stage「睡衣兜風」公演初日中，获得秋元康授予的MVP稱號。[2]

2012年
- 3月29日，SKE 2期生甄選合格三周年。3年間身高增長了18厘米。

2013年
- 4月13日的組閣發表中，宣布將移籍入Team S。
- 7月17日起，正式開始在Team S的活動。
- 11月20日，在SKE48發行的第13張單曲作品《贊成卡哇伊！》其Type-C盤收錄的歌曲《金丝雀综合症》中，首次擔任center（中心成員）。
- 12月26日，在中西優香的推薦下加入了SKE48的二次元同好会。

2014年
- 2月24日，在AKB48集團大組閣祭中，再次宣布將移籍入Team E。
- 5月2日起，正式開始在新Team E的活動。

2015年
- 3月31日，在SKE48發行的第17張單曲作品《風情萬種塞車中》中首次成為選拔成員。
- 12月29日，在Team E公演中宣布將於2016年1月31日從SKE48畢業。

2016年
- 1月25日，畢業公演。
- 1月31日，参加作为SKE48的最后一场握手会，正式從SKE48畢業。
- 4月1日起，正式簽約加入BOX CORPORATION（日语：ボックスコーポレーション）。

## 人物

### 自我介紹詞
早期公演時的自我介紹詞（catchphrase）是「はっはー！（はっはー！）Love、Long、Large、3L的16岁，我是昵稱Kyon的磯原杏華（日语：Love Long Large 3Lの16歳、きょんこと磯原杏華です）」。「はっはー」表示自己的生日是8月8日，「Love」代表愛，「Long」表示長、「Large」表示大，因為自己的魅力點是四肢很長、手很大。
最新的自我介紹詞是「はっはー！（はっはー！）杏華、明天、後天，全力磯原出發！（日语：杏華、明日か、明後日か、全力磯原いっきまーす！）」（日語中「杏華（きょうか）」與「今日か」同音）

### 個人
- 興趣是讀書、看電影和觀察人類。
- 擁有秘書資格測試准一級（日语：秘書検定準一級）的證書。
- 特技是空氣椅子。
- 從4歲起至加入SKE48前（12歲）曾學習古典芭蕾。
- 喜愛的食物是菠蘿包。加入松井玲奈的菠蘿包聯盟並成為該組織的第5名成員。
- 憧憬的成員是SKE的一期生中西優香。
- 喜愛少女漫畫，在中西優香的舉薦下加入SKE48二次元同好會。
- 與HKT48的松岡菜摘同年同月同日生（1996年8月8日）。
- AKB48美術部的部員。
- 有一個妹妹。[4]

## 演出

### 舞台劇
- 《氷雪の門〜昭和20年、乙女たちが決めたこと〜》（2017年8月29日~9月3日，中野テアトルボンボン）
- 《SOLID STARプロデュースvol.10「仁義ある宴会」》（2017年7月12日~17日，新宿シアターサンモール）
- 《ミニチュア!! フリーペーパーのナイス街》（2017年3月8日~12日，六本木・俳優座劇場）
- 《放課後戦記》（2016年10月5日~10日，新宿村LIVE）

### 電影
- 《リンキング・ラブ (LINKING LOVE)》（預定2017年上映）：飾 鈴木恵利

## 歌曲作品

### SKE48單曲CD
|      | 發行日期       | 單曲名稱                     | 參與歌曲名稱                     | 分組名義             | 備註         |
| ---- | -------------- | ---------------------------- | -------------------------------- | -------------------- | ------------ |
| 2nd  | 2010年3月24日  | 蓝天下的单相思 （青空片想い）          | 蹦极宣言 （バンジー宣言）                    | Team B.L.T.          |              |
| 3rd  | 2010年7月7日   | 抱歉、SUMMER （ごめんね、SUMMER）            | 小木偶军团 （ピノキオ軍）                  | Theater Girls        |              |
| 4th  | 2010年11月17日 | 1！2！3！4！ 請多關照！ （） | 秋櫻的記憶 （コスモスの記憶）                  | 白組                 |              |
| 4th  | 2010年11月17日 | 1！2！3！4！ 請多關照！ （） | 請讓我在你身邊 （そばにいさせて）              |                      |              |
| 6th  | 2011年7月27日  | 翡翠色的沙灘裙 （パレオはエメラルド）          | 積木的時間 （積み木の時間）                  |                      |              |
| 7th  | 2011年11月9日  | Okey Dokey （）              | 初戀的平交道 （初恋の踏切）                |                      |              |
| 7th  | 2011年11月9日  | Okey Dokey （）              | 火箭砲發射！ （バズーカ砲発射!）                | 白組                 |              |
| 8th  | 2012年1月25日  | 單戀Finally （）             | 今天之前的事、今後的事 （今日までのこと、これからのこと）      |                      |              |
| 8th  | 2012年1月25日  | 單戀Finally （）             | 羞澀棒棒糖 （はにかみロリーポップ）                  | 白組                 |              |
| 9th  | 2012年5月16日  | I love you 我愛你！ （アイシテラブル!）     | 默契的接吻 （あうんのキス）                  | 白組                 |              |
| 10th | 2012年9月19日  | 接吻可是左撇子 （キスだって左利き）          | 體育館的早餐 （体育館で朝食を）                | 白組                 |              |
| 11th | 2013年1月30日  | 巧克力的奴隸 （チョコの奴隷）            | 冬天的海鷗 （冬のかもめ）                  | 白組                 |              |
| 12th | 2013年7月17日  | 美麗的閃電 （美しい稲妻）              | JYURI-JYURI BABY                 | Team S               |              |
| 13th | 2013年11月20日 | 贊成卡哇伊！ （）            | 金丝雀综合症 （カナリアシンドローム）                | 白組                 | center       |
| 13th | 2013年11月20日 | 贊成卡哇伊！ （）            | 一直一直在前方的今天 （ずっとずっと先の今日）        | 精选18               |              |
| 14th | 2014年3月19日  | 未來是什麼？ （）            | 像是貓豎起尾巴般 （猫の尻尾がピンと立ってるように…） feat. Bose | Team S               |              |
| 14th | 2014年3月19日  | 未來是什麼？ （）            | 我們的羈絆 （僕らの絆）                  | [ 註 1 ]             |              |
| 15th | 2014年7月30日  | 笨拙的太陽 （不器用太陽）              | 香蕉革命 （バナナ革命）                    | Team E               |              |
| 16th | 2014年12月10日 | 12月的袋鼠 （12月のカンガルー）              | 青春咖喱飯 （青春カレーライス）                  | Team E               |              |
| 17th | 2015年3月31日  | 風情萬種塞车中 （）          | 風情萬種塞车中                   |                      | 初次进入选拔 |
| 17th | 2015年3月31日  | 風情萬種塞车中 （）          | 我都知道 （僕は知っている）                    | DOCUMENTARY of SKE48 |              |
| 17th | 2015年3月31日  | 風情萬種塞车中 （）          | 靜音的電視機 （音を消したテレビ）                | Team E               |              |
| 18th | 2015年8月12日  | 向前衝 （前のめり）                  | 漫長夢境的迷宮 （長い夢のラビリンス）              | Team E               |              |

### AKB48單曲CD
|      | 發行日期      | 單曲名稱             | 參與歌曲名稱        | 分組名義      | 備註 |
| ---- | ------------- | -------------------- | ------------------- | ------------- | ---- |
| 27th | 2012年8月29日 | 格子花紋 （ギンガムチェック）        | 那一日的風鈴 （あの日の風鈴）   | Waiting Girls |      |
| 32nd | 2013年8月21日 | 戀愛的幸運餅乾 （恋するフォーチュンクッキー）  | 猜想的橘子果醬 （推定マーマレード） | Future Girls  |      |
| 37th | 2014年8月27日 | 心之告示牌 （心のプラカード）      | 夏日反抗期 （ひと夏の反抗期）     | Next Girls    |      |
| 43rd | 2015年8月26日 | Halloween Night （ハロウィン・ナイト） | 婚紗送給你… （君にウェディングドレスを…）    | Future Girls  |      |

## 外部連結
- 磯原杏華的X（前Twitter）（日語）
- 磯原杏華的Instagram帳戶（日語）
- SKE48官方個人資料頁 （页面存档备份，存于）（日語）（至2016年1月31日，已失效）
- 磯原杏華官方部落格 （页面存档备份，存于）（日語）（至2016年1月31日，已失效）
- 磯原杏華的X（前Twitter）（日語）（至2016年1月31日，已失效）